# Dhanchaur
Dhanchaur (nepalski: धनचौर) – gaun wikas samiti w zachodniej części Nepalu w strefie Lumbini w dystrykcie Arghakhanchi. Według nepalskiego spisu powszechnego z 2011 roku liczył on 856 gospodarstw domowych i 3804 mieszkańców (2181 kobiet i 1623 mężczyzn).